# 후지와라 타츠야
후지와라 다쓰야(藤原 竜也, 1982년 5월 15일~)는 일본의 배우이다. 사이타마현 지치부시에서 태어났으며, 소속사는 호리프로이다.

## 출연

### 드라마
- 그것이 답이다!(1997년)
- 사랑따윈 필요없어, 여름(2002년)
- 아이리스(2009, 일본 방영판에서 이병헌 목소리 더빙)[1][2][3]

### 영화
- 배틀 로얄(2000년)
- 배틀 로얄 2: 레퀴엠(2003년)
- 데스노트(2006년)
- 데스노트: 라스트 네임(2007년)
- 퍼레이드(2009년)
- 카이지(2009년)
- 나만이 없는 거리(2016년) - 후지누마 사토루 역
- 22년 후의 고백(2017년) - 소네자키 마사토 역
- 억남(2018년)
- 루팡 3세: 더 퍼스트(2019년) - 게랄트 역(애니메이션)
- 카이지 파이널 게임(2020년) - 이토 카이지 역
- 태양은 움직이지 않는다(2021년) - 다카노 가즈히코 역

### 게임
- 용과 같이 3 - 시마부쿠로 리키야 역
- 용과 같이 6: 생명의 시 - 우사미 유타 역